# Antonio Maria Ciocchi del Monte
Antonio Maria Ciocchi del Monte (Monte San Savino, setembro de 1461 - Roma, 20 de setembro de 1533) foi um cardeal italiano da Igreja Católica, Vice-Decano do Colégio dos Cardeais.

## Biografia
O caçula dos três filhos de Fabiano Ciocchi e Jacopa, filha de Gaspare, cujo sobrenome não é conhecido, seu pai abandonou seu sobrenome Ciocchi e assumiu o de Monte San Savino, que logo foi abreviado para Monte. Era o tio do Papa Júlio III.
Obteve um doutorado in utroque iure. Foi a Roma para se juntar ao seu pai e ao seu irmão mais velho, e seu intelecto e talentos jurídicos logo atraíram a atenção da Cúria Romana. Ele foi nomeado advogado consistorial, e o conhecimento profundo das leis acelerou sua ascensão e ele se tornou um valioso conselheiro tanto do Papa Inocêncio VIII quanto do Papa Alexandre VI.
Inocêncio VIII nomeou-o arcipreste de Sant'Angelo in Vado, perto de Urbino. Em 1492, o mesmo papa o nomeou arcipreste de Arezzo. Em 27 de março de 1493, foi nomeado auditor da Rota Romana. Em 1495, recebeu a reitoria da igreja de Sant'Agnese em Arezzo e no ano seguinte foi feito preboste de San Luciano, próximo ao Monte San Savino. Em 1498, depois de algum tempo dedicado aos seus deveres pastorais, foi chamado de volta a Roma pelo papa e encarregado das operações diárias da Sagrada Rota Romana e devido ao seu excelente desempenho neste cargo, no final de julho de 1502, o Papa Alexandre nomeou Antonio para ser o presidente da Rota para todos os territórios sob o controle do segundo filho sobrevivente do papa, César Bórgia; Antonio tinha sua sede jurídica na cidade de Cesena; com o novo ofício foi o novo posto de protonotário apostólico. No início de 1503, Antonio foi elevado por César Bórgia ao cargo de governador geral da Romagna.

## Episcopado
Eleito bispo de Città di Castello em 4 de agosto de 1503, foi incapaz de tomar posse da diocese porque o titular anterior, Giulio Vitelli, que havia sido privado da sé pelo Papa Alexandre VI, nunca renunciou a sua reivindicação e manteve-a pela força; os poderosos Vitelli era a família principal da cidade, e o bispo Giulio tinha considerável apoio local; o novo Papa Júlio II confirmou a nomeação de Dom Ciocchi; então, em junho de 1505, ameaçou colocar a cidade sob um interdito papal, a menos que se submetesse imediatamente no assunto de seu bispo, a cidade capitulou imediatamente e em julho, o novo bispo finalmente tomou posse de sua diocese, na nova catedral de San Florido; ocupou a sé até 6 de fevereiro de 1506. Foi consagrado em 4 de janeiro de 1506 na igreja de San Pietro in Vincoli de Roma, por Tito Veltri di Viterbo, bispo de Castro, assistido por Nicola Antonio de Piscibus, bispo de Muro Lucano, e por Francesco Filipperi, bispo de Ferentino.
Em janeiro de 1504, o Papa Júlio II o nomeou governador de Cesena. Tornou-se Auditor da Câmara Apostólica em 26 de julho de 1504. Foi promovido a arcebispo metropolitano de Manfredonia em 6 de fevereiro de 1506, cargo que ocupou até 30 de maio de 1511.

## Cardinalato
Foi criado cardeal no consistório de 10 de março de 1511, recebendo o barrete cardinalício em 13 de março e o título de cardeal-presbítero de São Vital em 17 de março. Foi administrador apostólico da Diocese de Pavia a partir de 30 de maio de 1511, renunciando ao cargo em favor de seu sobrinho Giovanni Maria Ciocchi del Monte em 13 de março de 1521. Pouco depois de sua criação, foi nomeado protetor da Ordem dos Servos de Maria. O papa confiou ao cardeal Ciocchi del Monte o dever de lidar com os quatro cardeais que abraçaram abertamente a causa do rei Luís XII da França sobre a convocação do cismático Concílio de Pisa; ele trabalhou diligentemente para obter sua completa submissão ao papa.

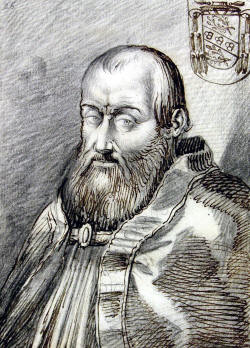
Cardeal Antonio Maria Ciocchi del Monte em 1511.

Legado em Perugia em 1511, nunca deixou Roma para assumir suas funções por causa de seu trabalho sobre o concílio cismático de Pisa e a organização do V Concílio de Latrão. Ele induziu o Papa Júlio II a celebrar o Concílio e trabalhou arduamente para trazer o conselho geral à tratar a realidade durante sua assembleia; a vigilância e determinação obstinadas do cardeal finalmente se concretizaram em 3 de maio de 1512, na abertura do Concílio, em que foi membro da comissão para a reforma da Cúria e seus funcionários, em 3 de junho de 1513. Em 1521, empreendeu a publicação dos atos do Concílio, a que o Papa concedeu permissão para a publicação em 25 de maio de 1521. Em 1513, ele foi enviado pelo Papa à Província de Umbria para restaurar o controle e a ordem após o caos ocasionado pela invasão do rei Luís XII. Teria recebido in commendam o título de Santa Cruz de Jerusalém.
Passou para o título de Santa Praxedes em 14 de julho de 1514. Foi nomeado legado em Perugia, também em 1514. Teve o ofício de Camerlengo do Sacro Colégio dos Cardeais, entre 1516 e 1517. Em 19 de abril de 1516, foi nomeado administrador apostólico da Diocese de Novara, ocupando o posto até 20 de dezembro de 1525. Na primavera de 1517, um complô de vários cardeais para assassinar o papa Leão X foi descoberto por homens leais ao papa e o Papa encarregou o Cardeal Ciocchi del Monte de conduzir os graves e complicados processos legais nos casos dos cardeais Alfonso Petrucci e Bandinello Sauli, identificados como os líderes da conspiração. O cardeal Raffaele Riario também foi implicado, em menor grau; a magistral organização e manifestação do cardeal das provas de peso contra os dois prelados foi tão meticulosa e metódica que não poderia haver dúvida na mente de ninguém de sua culpa óbvia. Quando o Papa soube dos resultados do processo, ele instantaneamente depôs os dois homens no consistório de 22 de junho de 1517.
Passou para a ordem dos cardeais-bispos e assumiu a sé suburbicária de Albano, em 24 de julho de 1521. Em fevereiro de 1523, o Papa Adriano VI o nomeou para uma comissão pontifícia especial encarregada de reduzir os grandes gastos do Vaticano, abolindo o grande número de novos cargos curiais que haviam surgido sob o Papa Leão X. No consistório de 23 de julho de 1523, o cardeal Ciocchi del Monte se opôs à criação de uma liga defensiva com o Sacro Imperador Carlos V, por causa do grande perigo que tal aliança representaria para as circunstâncias políticas e militares de seu aliado, o rei Francisco I da França.
Passou para a sé suburbicária de Frascati em 9 de dezembro de 1523, ocupando essa Sé até 18 de dezembro de 1523, quando optou pela sé suburbicária de Palestrina. Optou pela sé suburbicária de Sabina em 20 de maio de 1524 e, em 15 de junho do mesmo ano, assumiu a sé suburbicária de Porto e Santa Rufina, quando se tornou Vice-Decano do Colégio dos Cardeais.

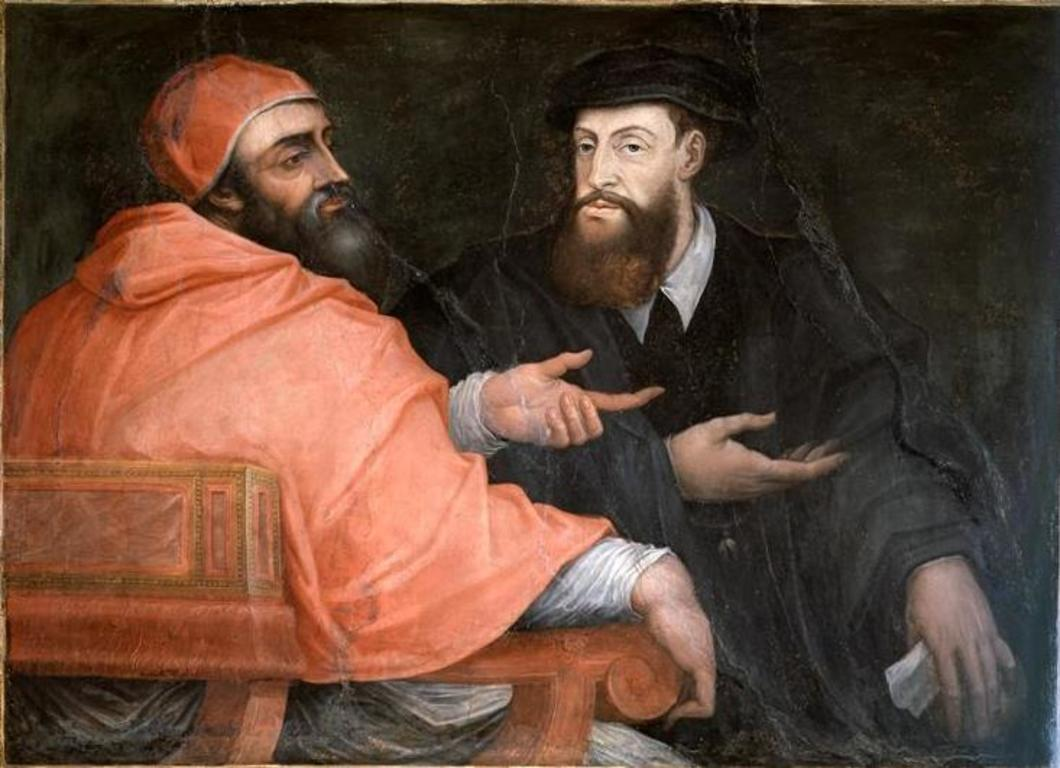
Papa Clemente VII in conversazione con l'imperatore Carlo V. Obra de Giorgio Vasari. Afresco. Sala di Clemente VII, Palazzo Vecchio. Firenze.

Após a conclusão da Liga de Cognac, em 22 de maio de 1526, na qual o Papa Clemente VII se comprometeu com uma política formal anti-imperial, com a França, Veneza e os Sforza, o Cardeal Ciocchi del Monte tornou-se um dos principais membros da recém-criada comissão pontifícia encarregada de preparar os Estados papais para a guerra vindoura. Esta responsabilidade o ocupou durante todo o final de 1526 e os primeiros meses de 1527, no entanto, todos os preparativos foram inadequados para lidar com a combinação esmagadora das grandes forças espanholas e germânicas fora de Roma e a inimizade dos Colonna dentro da cidade; quando começou o saque da cidade, na manhã de 6 de maio de 1527, o cardeal Antonio fazia parte de um pequeno grupo de cardeais que permaneceram leais ao Papa durante toda a sua angústia política e pessoal e que agora buscavam refúgio com ele no Castelo de Santo Ângelo. O cardeal lutou para ajudar o Papa a chegar a alguma acomodação com o imperador que levaria, pelo menos, à evacuação da cidade pelas forças imperiais; ele foi um dos signatários da capitulação de 5 de junho de 1527, sob os termos da qual seu sobrinho, Giovanni Maria, tornou-se um dos sete reféns feitos pelos imperialistas como garantia da adesão de Clemente ao acordo; uma vez que a pessoa do Papa estava firmemente em mãos imperiais, com a chegada de companhias de tropas espanholas e germânicas ao castelo em 7 de junho de 1527, o cardeal Ciocchi del Monte assumiu a responsabilidade adicional de negociar com os representantes do imperador para garantir uma nova melhoria das circunstâncias do Papa Clemente.

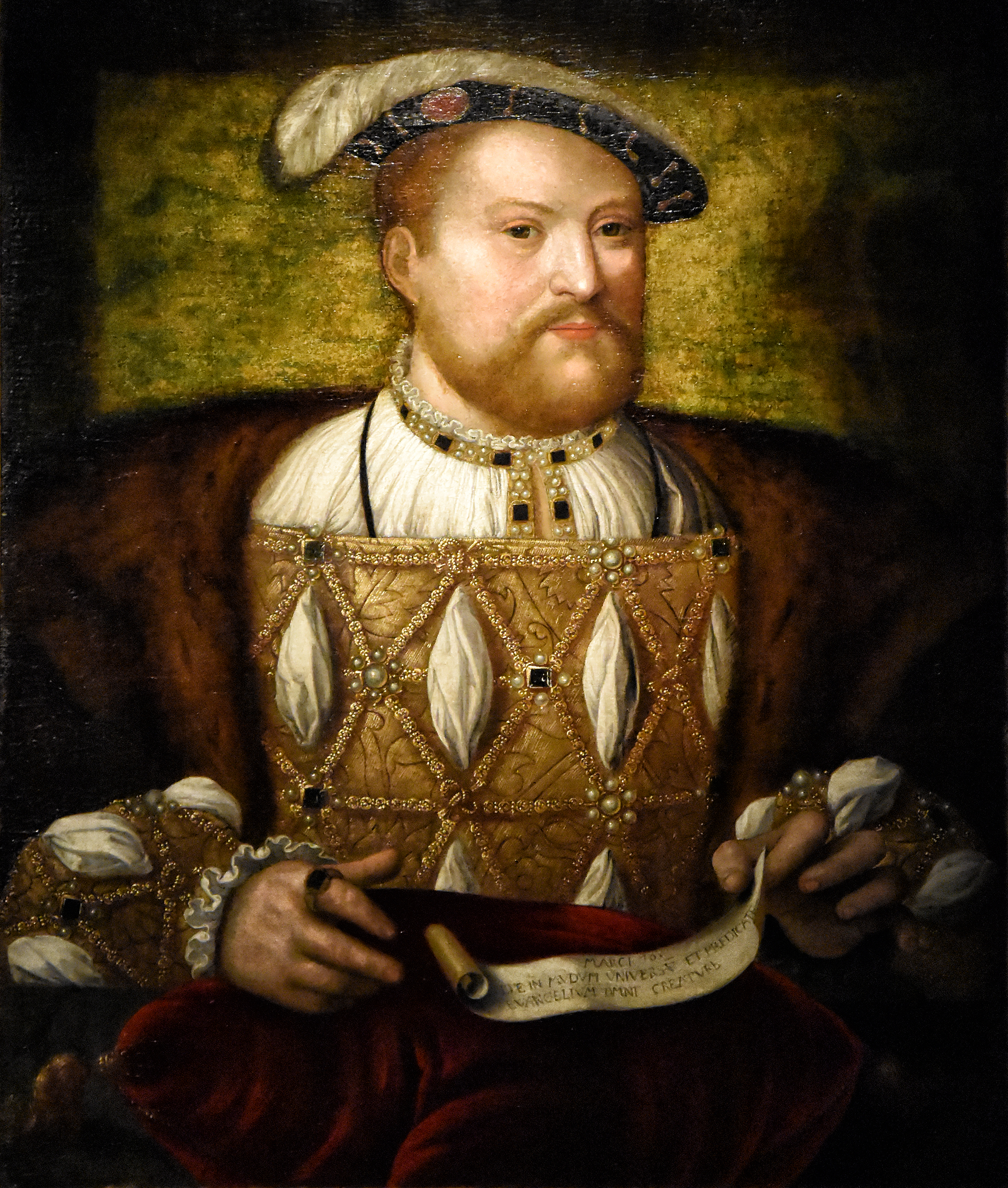
Henrique VIII, rei de Inglaterra.

A partir de 1528, envolveu-se profunda e intimamente com a questão do divórcio real inglês; seu nome havia sido apresentado já em janeiro de 1528, como um possível legado para a Inglaterra para resolver a questão do casamento do rei Henrique VIII. Naquela época, no entanto, não havia nenhuma possibilidade real de que ele fosse porque não apenas estava velho demais para a viagem, mas também estava com problemas de saúde. Envolveu-se de perto com a segunda embaixada inglesa, que chegou a Roma para apresentar a causa do rei em 28 de janeiro de 1529, mas esta embaixada falhou em sua tentativa de convencer o papa e uma terceira embaixada inglesa foi enviada. Ao longo dessas negociações, o cardeal Ciocchi del Monte foi uma figura de destaque, apoiando ativamente a causa do rei Henrique e, em 1533, o cardeal trabalhou tão ativamente em nome do rei que foi considerado seriamente para o cargo de cardeal protetor da Inglaterra, como substituto do cardeal Lorenzo Campeggi mas era tarde demais para essa nomeação pois em 25 de janeiro de 1533, o rei Henrique VIII havia se casado com Ana Bolena por seu novo arcebispo de Cantuária, Tomás Cranmer; alguns meses depois, o Papa Clemente VII tomou uma decisão final contra o divórcio e secretamente excomungou Henrique.
Foi nomeado como administrador apostólico da Diocese de Rimini em 7 de abril de 1529 e ocupou o cargo até 24 de maio de 1529. Foi também administrador da sé de Caiazzo, de 24 de maio a 18 de junho de 1529. Legado em Roma durante a ausência do papa, em 1 de outubro de 1529. Foi também administrador da Diocese de Alatri, de 4 de fevereiro a 1 de julho de 1530.
Enquanto as negociações inglesas estavam acontecendo, o Sacro Imperador Carlos V enviou uma carta ao Papa pedindo a necessidade imediata de convocar um concílio geral para lidar com a tumultuada situação religiosa na Germânia. O Papa recebeu a carta em 16 de novembro de 1530 e a exigência do imperador foi formulada em termos tão absolutos que o Papa Clemente teve de preparar uma resposta imediata, então uma comissão de cardeais debateu a questão duas vezes e foi objeto do consistório em 28 de novembro de 1530; nessa reunião, o cardeal Innocenzo Cibo leu outra carta do imperador Carlos dirigida ao Colégio dos Cardeais. O cardeal Ciocchi del Monte estava ausente de Roma quando esses eventos ocorreram, mas voltou apressado quando soube do debate; seu compromisso com a reforma era forte e ele pressionou vigorosamente pela convocação de um concílio e defendeu uma ação imediata para isso, em cooperação com os cardeais Egídio de Viterbo e Alessandro Farnese, seniore; o agente do imperador no Colégio, o cardeal García de Loaysa, presente no consistório, escreveu em 30 de novembro de 1530 que o cardeal Ciocchi del Monte era um dos mais fortes defensores dos desejos do imperador.

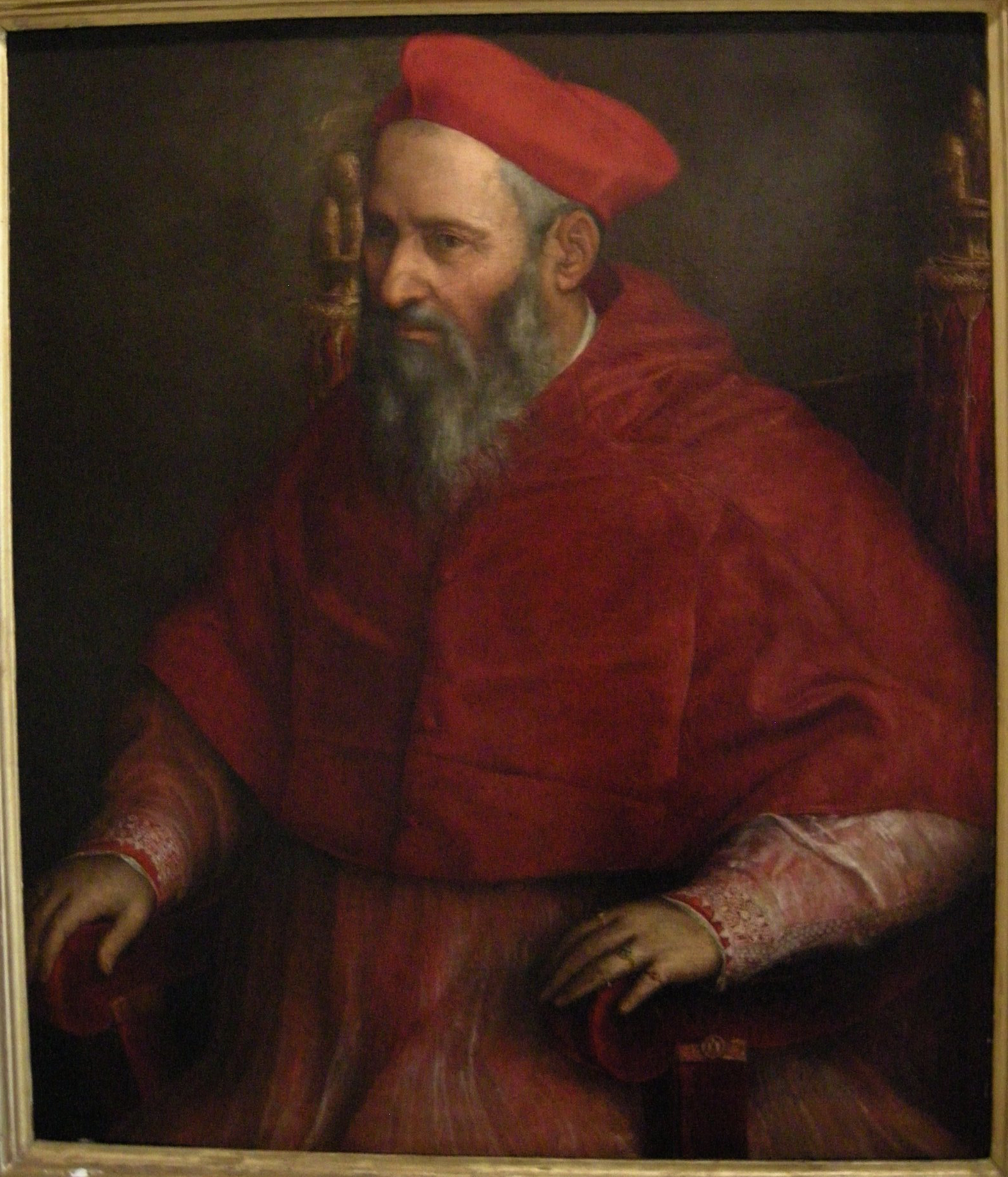
Cardeal Giovanni Maria Ciocchi del Monte, sobrinho do Cardeal Antonio Maria, que se tornaria o Papa Júlio III.

Nomeado legado, com jurisdição absoluta, em Roma, enquanto o Papa Clemente VII foi a Marselha para celebrar o casamento entre Henrique, duque de Orleans, segundo filho do rei Francisco I da França, e Catarina de Medici, entre 6 e 9 de setembro de 1533 ; ele pediu que seu sobrinho, Giovanni Maria Ciocchi del Monte, fosse associado a ele no desempenho de seu novo cargo, e o papa atendeu a esse pedido.
Morreu em Roma em 20 de setembro de 1533 e foi sepultado, segundo o seu testamento, na igreja de San Pietro in Montorio de Roma. Assim que o Cardeal Giovanni Maria Ciocchi del Monte se tornou Papa Júlio III, ele ordenou que uma capela familiar fosse construída para a família em San Pietro in Montorio e, porque já não era mais jovem, ordenou que o trabalho fosse empreendido imediatamente e progredisse para a conclusão o mais rápido possível. O contrato para a construção foi dado a Giorgio Vasari em 2 de junho de 1550, mas os termos parecem ter sido acordados já em março, poucas semanas após a coroação do Papa. A construção básica foi concluída dentro de um cronograma notável de apenas dois meses, de 13 de outubro a 8 de dezembro de 1550. Em 19 de dezembro, ou alguns dias depois, os restos mortais do cardeal foram reenterrados na nova capela, perto do novo túmulo de seu irmão, Vincenzo, o pai do papa. A efígie reclinada foi esculpida por Bartolomeo Ammannati.

## Conclaves
- Conclave de 1513 - participou da eleição do Papa Leão X
- Conclave de 1521-1522 - participou da eleição do Papa Adriano VI
- Conclave de 1523 - participou da eleição do Papa Clemente VII